# آمریکا، لوبلین ویوودشیپ
امریکا، لوبلین ویوودشیپ (به لاتین: Ameryka, Lublin Voivodeship) یک منطقهٔ مسکونی در لهستان است که در Gmina Mircze واقع شده‌است.